# Équipe de France espoirs de cyclisme sur route

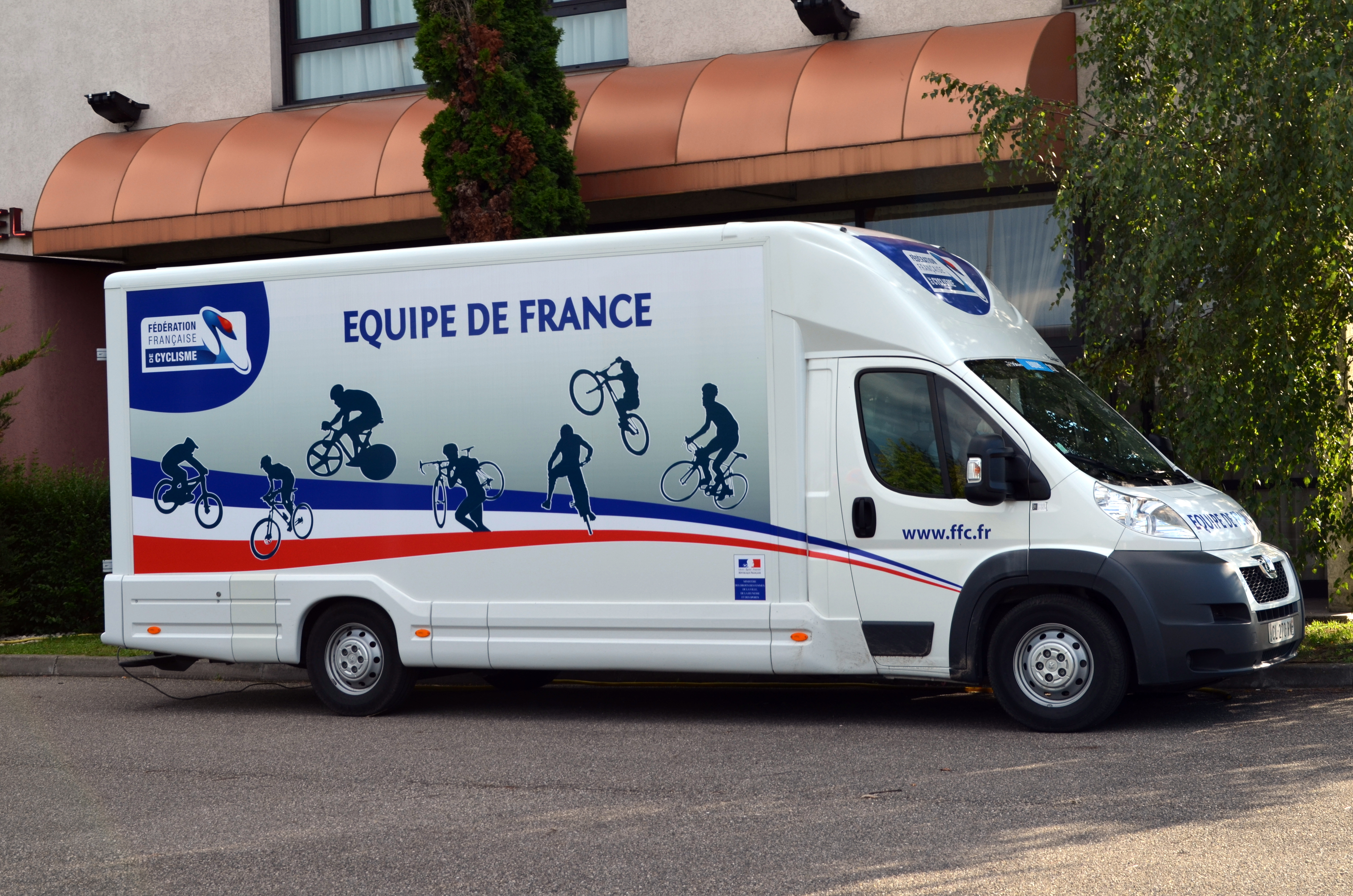
Véhicule de l'équipe en 2014.

Pour les articles homonymes, voir Équipe de France de cyclisme sur route et Équipe de France.
L'équipe de France espoirs de cyclisme sur route est l'équipe nationale de la Fédération française de cyclisme des moins de 23 ans de cyclisme sur route. La sélection représente la France aux championnats du monde sur route espoirs. Elle participe également aux épreuves espoirs de l'UCI Coupe des Nations U23 qui regroupent des courses d'un jour, par étapes et des championnats de cyclisme continentaux. Elle prend part également au cours de l'année à des courses à étapes appartenant à l'UCI comme le Tour de l'Ain par exemple. L'équipe prend le nom d'équipe nationale de France amateurs quand celle-ci court avec un ou plusieurs coureurs n'ayant plus l'âge de faire partie de la catégorie espoirs.

### 2014

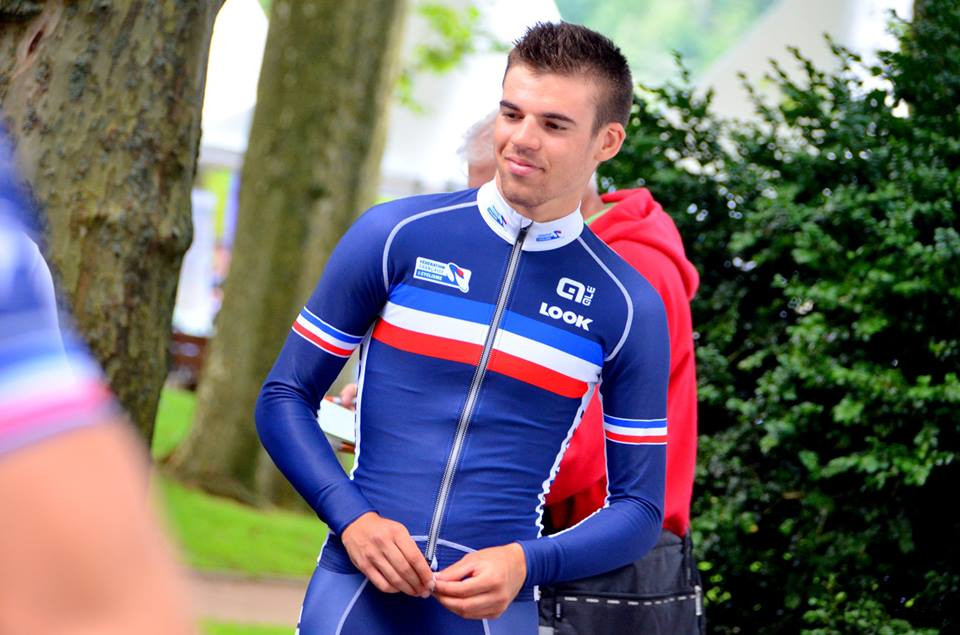
Lilian Calmejane sous les couleurs de l'équipe nationale de France espoirs lors du prologue du Tour de l'Ain 2014 à Saint-Amour.

## Sélectionneurs
- 2004 : Charly Bérard
- 2005-2013 : Bernard Bourreau
- 2014- : Pierre-Yves Chatelon

## Palmarès

### Championnats du monde espoirs
| Édition | Médaille | Coureur            | Épreuve                  |
| ------- | -------- | ------------------ | ------------------------ |
| 1998    | Argent   | Frédéric Finot     | Contre-la-montre espoirs |
| 2006    | Argent   | Romain Feillu      | Course en ligne espoirs  |
| 2006    | Bronze   | Jérôme Coppel      | Contre-la-montre espoirs |
| 2007    | Bronze   | Jérôme Coppel      | Contre-la-montre espoirs |
| 2009    | Or       | Romain Sicard      | Course en ligne espoirs  |
| 2011    | Or       | Arnaud Démare      | Course en ligne espoirs  |
| 2011    | Argent   | Adrien Petit       | Course en ligne espoirs  |
| 2012    | Argent   | Bryan Coquard      | Course en ligne espoirs  |
| 2013    | Argent   | Yoann Paillot      | Contre-la-montre espoirs |
| 2015    | Or       | Kévin Ledanois     | Course en ligne espoirs  |
| 2015    | Bronze   | Anthony Turgis     | Course en ligne espoirs  |
| 2017    | Or       | Benoît Cosnefroy   | Course en ligne espoirs  |
| 2017    | Bronze   | Corentin Ermenault | Contre-la-montre espoirs |
| 2023    | Or       | Axel Laurance      | Course en ligne espoirs  |

### Coupe des nations espoirs
| Édition | Classement | Victoires | Détail |
| ------- | ---------- | --------- | --- |
| 2007    | 2e         |           | |
| 2008    | 3e         |           | |
| 2009    | 1re        | 2         | Coupe des nations Ville Saguenay (Johan Le Bon), Tour de l'Avenir (Romain Sicard)                            |
| 2010    | 3e         |           | |
| 2011    | 1re        | 1         | Côte picarde (Arnaud Démare)                                                                                 |
| 2012    | 1re        | 2         | ZLM Tour (Maxime Daniel), Tour de l'Avenir (Warren Barguil)                                                  |
| 2013    | 1re        |           | |
| 2014    | 2e         | 1         | ZLM Tour (Thomas Boudat)                                                                                     |
| 2015    | 5e         |           | |
| 2016    | 1re        | 2         | Course de la Paix espoirs (David Gaudu), Tour de l'Avenir (David Gaudu)                                      |
| 2017    | 3e         |           | |
| 2018    | 2e         |           | |
| 2019    | 5e         | 1         | Orlen Nations Grand Prix (Nicolas Prodhomme)                                                                 |
| 2020    | 13e        |           | |
| 2021    | 5e         |           | |
| 2022    | 7e         |           | |
| 2023    | 2e         | 2         | Course de la Paix-Grand Prix Jeseníky (Antoine Huby), Championnat du monde sur route espoirs (Axel Laurance) |
| 2024    | 2e         | 2         | Orlen Nations Grand Prix (Mathys Rondel), Course de la Paix-Grand Prix Jeseníky (Brieuc Rolland)             |

### Championnats d'Europe espoirs
| Édition | Médaille | Coureur            | Épreuve                  |
| ------- | -------- | ------------------ | ------------------------ |
| 1997    | Or       | Guillaume Auger    | Contre-la-montre espoirs |
| 1999    | Bronze   | Nicolas Fritsch    | Contre-la-montre espoirs |
| 2002    | Bronze   | Matthieu Sprick    | Course en ligne espoirs  |
| 2003    | Argent   | Jérémy Roy         | Course en ligne espoirs  |
| 2006    | Or       | Benoît Sinner      | Course en ligne espoirs  |
| 2006    | Argent   | Jérôme Coppel      | Contre-la-montre espoirs |
| 2008    | Or       | Cyril Gautier      | Course en ligne espoirs  |
| 2010    | Bronze   | Arnaud Démare      | Course en ligne espoirs  |
| 2010    | Argent   | Geoffrey Soupe     | Contre-la-montre espoirs |
| 2011    | Or       | Yoann Paillot      | Contre-la-montre espoirs |
| 2014    | Bronze   | Anthony Turgis     | Course en ligne espoirs  |
| 2016    | Bronze   | Rémi Cavagna       | Contre-la-montre espoirs |
| 2017    | Argent   | Benoît Cosnefroy   | Course en ligne espoirs  |
| 2017    | Bronze   | Corentin Ermenault | Contre-la-montre espoirs |
| 2018    | Argent   | Victor Lafay       | Course en ligne espoirs  |
| 2022    | Bronze   | Eddy Le Huitouze   | Contre-la-montre espoirs |
| 2023    | Bronze   | Paul Magnier       | Course en ligne espoirs  |
| 2024    | Bronze   | Léandre Lozouet    | Course en ligne espoirs  |